# Zając wyżynny
Zając wyżynny (Lepus starcki) – gatunek ssaka z rodziny zającowatych (Lepidae), występujący we wschodniej Afryce; według IUCN nie jest zagrożony wyginięciem.

## Taksonomia
Gatunek po raz pierwszy zgodnie z zasadami nazewnictwa binominalnego opisał w 1963 roku francuski zoolog Francis Petter jako podgatunek L. capensis i nadając mu nazwę Lepus capensis starcki. Holotyp pochodził z Jeldu-Liban-Shoa, na wysokości 2740 m, 40 km na zachód od Addis Abeby, w Etiopii. Holotypem był dorosły samiec (numer katalogowy BMNH 1937.2.24.95) odłowiony 5 maja 1930 roku i znajdujący się w kolekcji Muzeum Historii Naturalnej w Londynie. 
We wcześniejszych ujęciach taksonomicznych traktowany jako podgatunek L. capensis lub L. europaeus, ale późniejsze analizy wykazały, że to odrębny gatunek. L. starcki może być reliktową formą L. europaeus z plejstocenu ze względu na podobieństwo ich czaszek; po cofnięciu się lodowców w okresie międzylodowcowym populacje L. europaeus na płaskowyżu etiopskim zostały odcięte i ewoluowały w izolacji. Badania z 2017 roku wskazują na bliski związek z L. habessincus. Autorzy Illustrated Checklist of the Mammals of the World uznają ten gatunek za monotypowy.

### Etymologia
- Lepus: łac. lepus, leporis „królik, zając”[13].
- starcki: prof. dr Dietrich Starck (1908–2001), niemiecki morfolog i anatom kręgowców, który studiował medycynę, chemię, botanikę i zoologię na Uniwersytecie Friedricha Schilllera w Jenie, podróżnik po Etiopii, Południowej Afryce i Madagaskarze w latach 1950–1960[14].

## Zasięg występowania
Zając wyżynny występuje endemicznie w środkowej części Wyżyny Abisyńskiej w Etiopii, zwłaszcza w górach Balie, na obszarach górskich w regionie Arsi oraz centralnych wyżynach Szeua. Odnotowano go także w Strefie Gurage. Nie występuje w etiopskiej części Wielkich Rowów Afrykańskich.

## Morfologia
Długość ciała (bez ogona) 440–550 mm, długość ogona 82–115 mm, długość ucha 100–120 mm, długość tylnej stopy 88–120 mm; masa ciała 1,9–3 kg. Zając wyżynny jest średniej wielkości zającem. Jego futro jest na ogół ciemnego koloru. Grzbietowa część ciała (włosy długości 20–25 mm) i głowa są płowo-białe, pokryte czarnymi kropkami i smugami. Boki ciała są jaśniejsze, w dolnej części cynamonowo-rude. Brzuszna część ciała jest biała i pokryta puszystym futrem. Uszy są średniej długości, a ich górna część w jednej czwartej jest wyraźnie czarna na wewnętrznej i zewnętrznej powierzchni. Zad jest szarawy. U niektórych osobników czarny kolor rozciąga się na wewnętrznych krawędziach wewnętrznych powierzchni i na zewnętrznych krawędziach zewnętrznych powierzchni aż do podstawy uszu. Podbródek jest białawy z cynamonowym odcieniem na ustach. Plama na karku jest jasno cynamonowa lub płowa. U niektórych osobników występuje biała obwódka wokół oczu. Zając wyżynny ma długie kończyny przednie i tylne; przednie są w górnej części białawo-szare natomiast w dolnej blado cynamonowo-białe. Łapy tylne są w górnej części cynamonowo-żółte, zaś w dolnej brązowe. Ogon jest średniej wielkości, czarny u góry i biały po bokach i od spodu; kolor ogona jest zmienny, a holotypu był czysto biały. Każdy główny ząb siekacza górnego ma szeroki rowek niewypełniony cementem.

### Genetyka
Kariotyp wynosi 2n = 48.

## Ekologia
Zając wyżynny zamieszkuje otwarte siedliska wyżynne, zwłaszcza skaliste murawy, na wysokości od 2100 do 4400 m n.p.m. Preferuje siedliska podmokłe w porze suchej.
Na podstawie analizy kału stwierdzono, że zające wyżynne wykazują dużą selektywność w stosunku do roślin jednoliściennych, ale w porze suchej zjadają również niektóre rośliny dwuliścienne. Wśród traw (Poaceae) najbardziej dostępnym i najważniejszym pokarmem była kostrzewa (Festuca). Spożywana była również Koeleria capensis i Agrostis gracilifolia z rodziny traw oraz Carex monostachya z rodziny ciborowatych (Cyperaceae).
W grudniu odnotowano jedną ciężarną samicę z jednym zarodkiem oraz jedną samicą karmiącą. Spekuluje się, że rozmnażanie występuje w porze suchej.
Nie są dostępne informacje dotyczące przemieszczania się, organizacji społecznej czy aktywności dobowej.

### Zależności międzygatunkowe
Na zająca wyżynnego polują kaberu etiopski (Canis simensis), gepard grzywiasty (Acinonyx jubatus) i lampart plamisty (Panthera pardus).

## Status zagrożenia i ochrona
W Czerwonej księdze gatunków zagrożonych Międzynarodowej Unii Ochrony Przyrody i Jej Zasobów zając wyżynny został zaliczony do kategorii LC (ang. Least Concern „najmniejszej troski”). Populacja zająca wyżynnego została w 1990 roku zgłoszona jako „stosunkowo liczna”, lecz obecnie (2022) brak jest aktualnych danych o jego stanie populacji. Występuje w Parku Narodowym Bale w górach Balie. Nie są znane zagrożenia dla tego gatunku. 